# Casa Mora d'Agell
La Casa Mora d'Agell és un edifici de Cabrera de Mar (Maresme) protegit com a Bé Cultural d'Interès Local.

## Descripció
La masia de tres cossos, amb teulada a dues vessants, de planta baixa i pis. L'entrada es fa pel cos central i al fons es troba el celler. Al pis hi ha els dormitoris. El portal és rodó, dovellat, i té una banc de pedra a l'esquerra. Les finestres són regulars i estan emmarcades per elements de pedra. A la façana principal hi ha un rellotge de sol.

## Història
Segons una inscripció en una pedra al costat del portal d'entrada, aquesta casa fou construïda l'any 1648. Si bé el nom originari és de Can Miralpeix, actualment la casa és coneguda per Casa Mora d'Agell.